# Sinularia polydactyla
Sinularia polydactyla is een zachte koraalsoort uit de familie Alcyoniidae. De koraalsoort komt uit het geslacht Sinularia. Sinularia polydactyla werd in 1834 voor het eerst wetenschappelijk beschreven door Eherenberg. 